# Lithyalin

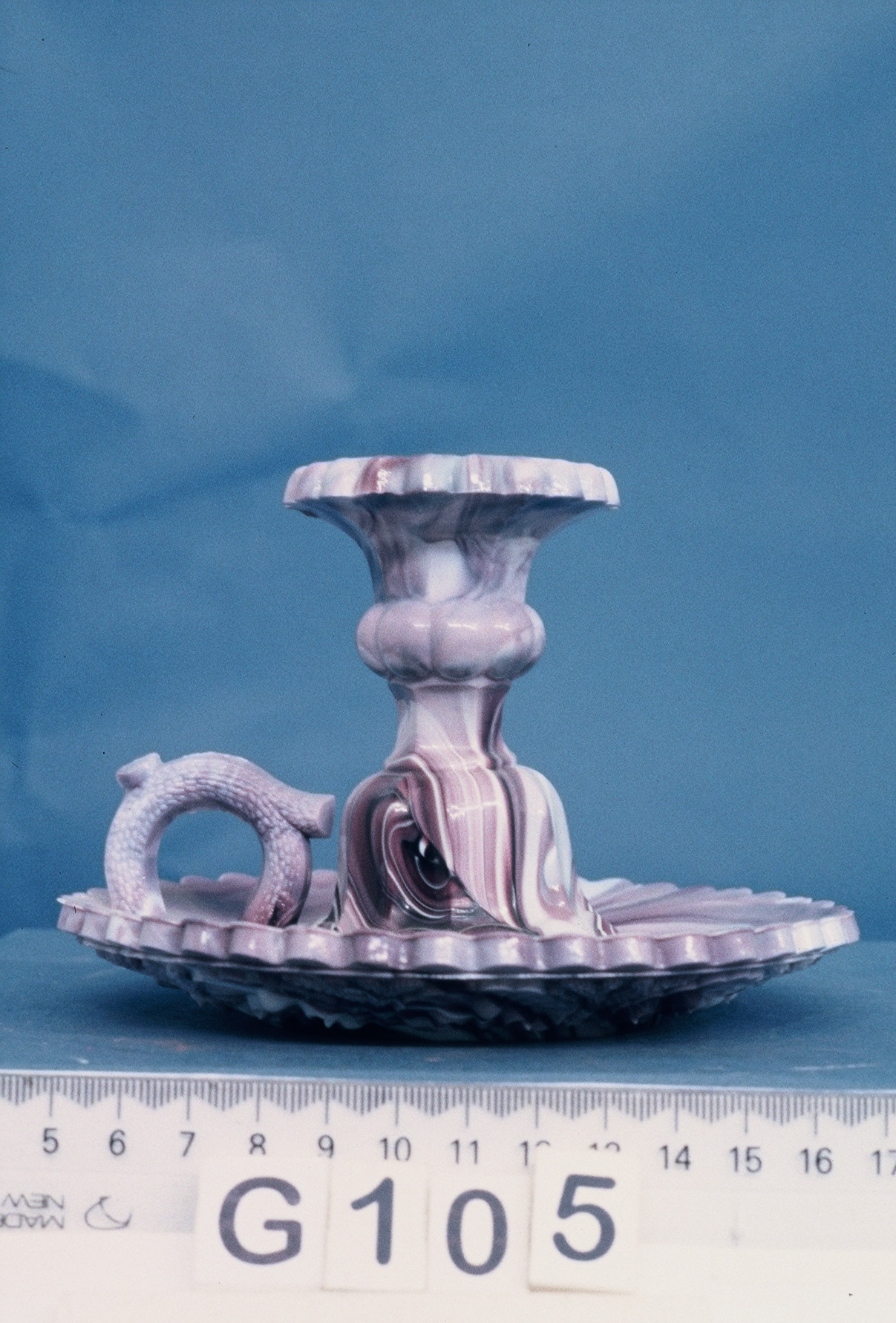
Svícen z lithyalinu v Auckland War Memorial Museum

Lithyalin (lithyalinové sklo, z řeckého λίθος, kámen) je označení pro neprůhledné opakní sklo hnědočerveně zbarvené s žilkováním, jehož technologii výroby vyvinul novoborský sklář Friedrich Egermann roku 1828 (patentována), okolo poloviny století obliba významně klesala. Lithyalin vznikl v době popularity barevných tzv. polodrahokamových skel napodobujících svým vzhledem polodrahokamy (lithyalin připomíná achát).